# Puchar Świata w narciarstwie alpejskim mężczyzn 2002/2003
Puchar Świata w narciarstwie alpejskim mężczyzn sezon 2002/2003 to 37. edycja tej imprezy. Cykl ten rozpoczął się w austriackim Sölden 27 października 2002 roku, a zakończył 16 marca 2003 roku w norweskim Lillehammer.

## Podium zawodów
| Lp.                                                                 | Data                 | Miejscowość            | Konkurencja | 1. Miejsce                        | 2. Miejsce           | 3. Miejsce           |
| ------------------------------------------------------------------- | -------------------- | ---------------------- | ----------- | --------------------------------- | -------------------- | -------------------- |
| 1.                                                                  | 27 października 2002 | Sölden                 | gigant      | Stephan Eberharter                | Frédéric Covili      | Michael von Grünigen |
| 2.                                                                  | 22 listopada 2002    | Park City              | gigant      | Michael von Grünigen              | Christian Mayer      | Benjamin Raich       |
| 3.                                                                  | 24 listopada 2002    | Park City              | slalom      | Rainer Schönfelder                | Pierrick Bourgeat    | Benjamin Raich       |
| 4.                                                                  | 30 listopada 2002    | Lake Louise            | zjazd       | Stephan Eberharter                | Hannes Trinkl        | Kjetil André Aamodt  |
| 5.                                                                  | 1 grudnia 2002       | Lake Louise            | supergigant | Stephan Eberharter                | Josef Strobl         | Didier Cuche         |
| 6.                                                                  | 7 grudnia 2002       | Beaver Creek           | zjazd       | Stephan Eberharter                | Michael Walchhofer   | Daron Rahlves        |
| 7.                                                                  | 8 grudnia 2002       | Beaver Creek           | supergigant | Didier Cuche                      | Marco Büchel         | Hannes Trinkl        |
| 8.                                                                  | 14 grudnia 2002      | Val d’Isère            | zjazd       | Stephan Eberharter                | Klaus Kröll          | Andreas Schifferer   |
| 9.                                                                  | 15 grudnia 2002      | Val d’Isère            | gigant      | Michael von Grünigen              | Bode Miller          | Christoph Gruber     |
| 10.                                                                 | 16 grudnia 2002      | Sestriere              | KO slalom   | Ivica Kostelić                    | Giorgio Rocca        | Truls Ove Karlsen    |
| 11.                                                                 | 20 grudnia 2002      | Val Gardena            | supergigant | Didier Défago                     | Hannes Reichelt      | Marco Büchel         |
| 12.                                                                 | 21 grudnia 2002      | Val Gardena            | zjazd       | Antoine Dénériaz                  | Michael Walchhofer   | Josef Strobl         |
| 13.                                                                 | 22 grudnia 2002      | Alta Badia             | gigant      | Bode Miller                       | Davide Simoncelli    | Christian Mayer      |
| 14.                                                                 | 29 grudnia 2002      | Bormio                 | zjazd       | Daron Rahlves                     | Fritz Strobl         | Hannes Trinkl        |
| 15.                                                                 | 4 stycznia 2003      | Kranjska Gora          | gigant      | Bode Miller                       | Christian Mayer      | Sami Uotila          |
| 16.                                                                 | 5 stycznia 2003      | Kranjska Gora          | slalom      | Ivica Kostelić                    | Rainer Schönfelder   | Jean-Pierre Vidal    |
| 17.                                                                 | 11 stycznia 2003     | Bormio                 | zjazd       | Stephan Eberharter                | Michael Walchhofer   | Daron Rahlves        |
| 18.                                                                 | 12 stycznia 2003     | Bormio                 | slalom      | Ivica Kostelić                    | Bode Miller          | Hans Petter Buraas   |
| 19.                                                                 | 14 stycznia 2003     | Adelboden              | gigant      | Hans Knauß                        | Michael von Grünigen | Kjetil André Aamodt  |
| 20.                                                                 | 17 stycznia 2003     | Wengen                 | zjazd       | Stephan Eberharter                | Daron Rahlves        | Bruno Kernen         |
| 21.                                                                 | 18 stycznia 2003     | Wengen                 | zjazd       | Bruno Kernen                      | Michael Walchhofer   | Stephan Eberharter   |
| 22.                                                                 | 19 stycznia 2003     | Wengen                 | slalom      | Giorgio Rocca                     | Akira Sasaki         | Ivica Kostelić       |
| 23.                                                                 | 19 stycznia 2003     | Wengen                 | kombinacja  | Kjetil André Aamodt               | Bode Miller          | Lasse Kjus           |
| 24.                                                                 | 25 stycznia 2003     | Kitzbühel              | zjazd       | Daron Rahlves                     | Didier Cuche         | Kjetil André Aamodt  |
| 25.                                                                 | 26 stycznia 2003     | Kitzbühel              | slalom      | Kalle Palander                    | Rainer Schönfelder   | Heinz Schilchegger   |
| 26.                                                                 | 26 stycznia 2003     | Kitzbühel              | kombinacja  | Michael Walchhofer                | Aksel Lund Svindal   | Didier Défago        |
| 27.                                                                 | 27 stycznia 2003     | Kitzbühel              | supergigant | Hermann Maier                     | Christoph Gruber     | Stephan Eberharter   |
| 28.                                                                 | 28 stycznia 2003     | Schladming             | slalom      | Kalle Palander                    | Benjamin Raich       | Hans Petter Buraas   |
| 37. Mistrzostwa Świata w Narciarstwie Alpejskim 2003 – Sankt Moritz |                      |                        |             |                                   |                      |                      |
| 29.                                                                 | 22 lutego 2003       | Garmisch-Partenkirchen | zjazd       | Stephan Eberharter                | Didier Cuche         | Daron Rahlves        |
| 30.                                                                 | 23 lutego 2003       | Garmisch-Partenkirchen | supergigant | Marco Büchel                      | Stephan Eberharter   | Tobias Grünenfelder  |
| 31.                                                                 | 1 marca 2003         | Yongpyong              | gigant      | Michael von Grünigen              | Frédéric Covili      | Bode Miller          |
| 32.                                                                 | 2 marca 2003         | Yongpyong              | slalom      | Kalle Palander                    | Giorgio Rocca        | Benjamin Raich       |
| 33.                                                                 | 8 marca 2003         | Shiga Kōgen            | slalom      | Kalle Palander Rainer Schönfelder |                      | Giorgio Rocca        |
| 34.                                                                 | 12 marca 2003        | Lillehammer            | zjazd       | Antoine Dénériaz                  | Stephan Eberharter   | Daron Rahlves        |
| 35.                                                                 | 13 marca 2003        | Lillehammer            | supergigant | Stephan Eberharter                | Lasse Kjus           | Hannes Reichelt      |
| 36.                                                                 | 15 marca 2003        | Lillehammer            | gigant      | Hans Knauß                        | Benjamin Raich       | Michael von Grünigen |
| 37.                                                                 | 16 marca 2003        | Lillehammer            | slalom      | Giorgio Rocca                     | Kalle Palander       | Manfred Pranger      |

## Klasyfikacje
| Lp. | Zawodnik            | Punkty |
| --- | ------------------- | ------ |
| 1.  | Stephan Eberharter  | 1333   |
| 2.  | Bode Miller         | 1100   |
| 3.  | Kjetil André Aamodt | 940    |
| 4.  | Kalle Palander      | 718    |
| 5.  | Didier Cuche        | 709    |
| 6.  | Daron Rahlves       | 647    |
| 7.  | Ivica Kostelić      | 632    |
| 8.  | Benjamin Raich      | 622    |
| 9.  | Michael Walchhofer  | 600    |
| 10. | Hans Knauß          | 596    |

| Lp. | Zawodnik            | Punkty |
| --- | ------------------- | ------ |
| 1.  | Stephan Eberharter  | 790    |
| 2.  | Daron Rahlves       | 593    |
| 3.  | Michael Walchhofer  | 430    |
| 4.  | Bruno Kernen        | 351    |
| 5.  | Hannes Trinkl       | 341    |
| 6.  | Antoine Dénériaz    | 337    |
| 7.  | Kjetil André Aamodt | 334    |
| 7.  | Fritz Strobl        | 334    |
| 9.  | Didier Cuche        | 333    |
| 10. | Klaus Kröll         | 317    |

| Lp. | Zawodnik            | Punkty |
| --- | ------------------- | ------ |
| 1.  | Stephan Eberharter  | 356    |
| 2.  | Marco Büchel        | 280    |
| 3.  | Didier Cuche        | 270    |
| 4.  | Kjetil André Aamodt | 251    |
| 5.  | Hannes Reichelt     | 194    |
| 6.  | Christoph Gruber    | 185    |
| 7.  | Didier Défago       | 180    |
| 8.  | Andreas Schifferer  | 165    |
| 9.  | Hannes Trinkl       | 155    |
| 10. | Fritz Strobl        | 150    |

| Lp. | Zawodnik              | Punkty |
| --- | --------------------- | ------ |
| 1.  | Michael von Grünigen  | 542    |
| 2.  | Bode Miller           | 425    |
| 3.  | Hans Knauß            | 365    |
| 4.  | Frédéric Covili       | 296    |
| 5.  | Massimiliano Blardone | 249    |
| 5.  | Heinz Schilchegger    | 249    |
| 7.  | Christian Mayer       | 234    |
| 8.  | Benjamin Raich        | 231    |
| 9.  | Christoph Gruber      | 227    |
| 10. | Joël Chenal           | 194    |

| Lp. | Zawodnik           | Punkty |
| --- | ------------------ | ------ |
| 1.  | Kalle Palander     | 658    |
| 2.  | Ivica Kostelić     | 580    |
| 3.  | Rainer Schönfelder | 473    |
| 4.  | Giorgio Rocca      | 438    |
| 5.  | Manfred Pranger    | 385    |
| 6.  | Benjamin Raich     | 367    |
| 7.  | Hans Petter Buraas | 280    |
| 8.  | Truls Ove Karlsen  | 263    |
| 9.  | Pierrick Bourgeat  | 224    |
| 10. | Jean-Pierre Vidal  | 200    |

| Lp. | Zawodnik            | Punkty |
| --- | ------------------- | ------ |
| 1.  | Bode Miller         | 125    |
| 2.  | Kjetil André Aamodt | 100    |
| 2.  | Michael Walchhofer  | 100    |
| 4.  | Aksel Lund Svindal  | 80     |
| 5.  | Ambrosi Hoffmann    | 72     |
| 5.  | Bruno Kernen        | 72     |
| 7.  | Didier Défago       | 60     |
| 7.  | Lasse Kjus          | 60     |
| 9.  | Christoph Gruber    | 50     |
| 9.  | Gaëtan Llorach      | 50     |

| Lp. | Państwo           | Punkty |
| --- | ----------------- | ------ |
| 1.  | Austria           | 9041   |
| 2.  | Szwajcaria        | 3702   |
| 3.  | Stany Zjednoczone | 2516   |
| 4.  | Norwegia          | 2514   |
| 5.  | Francja           | 2116   |
| 6.  | Włochy            | 1812   |
| 7.  | Finlandia         | 792    |
| 8.  | Słowenia          | 702    |
| 9.  | Chorwacja         | 632    |
| 10. | Liechtenstein     | 425    |